# لوک استیل (بازیکن فوتبال)
لوک استیل (انگلیسی: Luke Steele؛ زادهٔ ۲۴ سپتامبر ۱۹۸۴) بازیکن فوتبال اهل بریتانیا است.